# じゃじゃ馬グルーミン★UP!
『じゃじゃ馬グルーミン★UP!』（じゃじゃうまグルーミンアップ）はゆうきまさみによる競走馬の育成を題材とした漫画作品。

## 概要
小学館発行の『週刊少年サンデー (WS) 』誌上において、1994年（平成6年）44号から2000年（平成12年）42号まで連載。『機動警察パトレイバー』の次作にあたり、『WS』誌上において3作目となる長期連載作品。単行本は少年サンデーコミックスより全26巻が刊行されており、同一表題の作品としてはゆうき最長の作品となっている。2004年（平成16年）から2005年（平成17年）にかけては文庫版が全14巻で発売された。
北海道静内郡静内町（現：新ひだか町）の牧場を舞台に、ふとしたきっかけから競走馬の育成に携わるようになった主人公の成長を描いた作品。
馬産を取り扱った作品の性質上から登場する馬の血統は細かく設定されており、この血統の設定に苦心したことをゆうきが述べている。

### 時代設定
本作は1995年（平成7年）の3月から始まり、1999年（平成11年）6月までの4年強が描かれている。6年の連載で4年間を描いているため現実より遅いスピードで作中の時間は進行していたが、連載開始時の1年未来からはじまり連載終了時の1年過去で終了しているために現実との時間差は小さく、登場人物達も現実に近いスピードで年を重ねて行った。まだ携帯電話がさほど普及していない時代を舞台としているため「携帯電話を借りていく」といった当時の世相を反映した描写も見られる。
作中のルール等も当時の物を反映しており、今日とは異なる点がある。クラシックには外国産馬がまだ一切出場できず、馬齢については数え年が使われているため2001年以降の表記方法に比べて1歳多い表記となっている。

### Sire Line
『じゃじゃ馬』の番外編となる短編で、本連載開始直前の『週刊少年サンデー』1994年（平成6年）43号に掲載された「Sire Line -父の血筋- (SL1) 」（サイアーライン ちちのちすじ） と、1995年（平成7年）4月増刊号に掲載された「Sire Line 2 (SL2) 」の2編があり、それぞれ本編の時系列に近い単行本の2巻と8巻に収録されている。
本編と同一の世界設定ながらも、騎手の竹岡一家にスポットライトを当てており、渡会牧場の面々は登場しない。「SL1」は本編内の1995年のダービーを、「SL2」は1996年のオークスを中心としている。

## あらすじ
東京都内の有名進学校に通う久世駿平は、高校1年の春休みに北海道旅行へとバイクで出かけ、ひょんなことから競馬馬生産の「渡会牧場」と関わることになる。渡会家には美人4姉妹がおり、その次女 ひびきに一目ぼれした駿平は、馬とふれあう中でその魅力に惹かれたこともあり、高校2年のGWや夏休みにも渡会牧場を訪れてアルバイトとして働くようになる。
一生の仕事にしたいと思った駿平は、大学進学を諦めて高校中退して「渡会牧場」に就職して働くことになり、しだいに「日本一の競走馬の育成」を目標にしていく。職場での成功と失敗、親との葛藤、ひびきと三女 たずなとの三角関係……といった人生の様々な出来事を体験し、思春期の少年は一人の大人へと育っていく……。
やがて、ひびきと両想いになった二人は結ばれ、ひびきの妊娠により結婚する。駿平は、諦めていた進学を考え直して、将来を考えて「獣医」を目指して畜産大学を受験することになる。

## 登場人物
久世 駿平（くぜ しゅんぺい）
主人公。高校在学中の北海道旅行をきっかけに渡会牧場の人々と交流を持ち、ダービー馬を育てることを目標として渡会牧場に就職する。
渡会 ひびき（わたらい ひびき）
ヒロイン。渡会牧場社長の次女で駿平と同年齢。

## 登場馬
ストライクイーグル（イーグル）
渡会牧場産の競走馬。第1話のスプリングステークスを皮切りに、物語はイーグルのレースを追う様にして進んで行く。
ヒルデガード（ヒルダ）
渡会牧場の繁殖牝馬。駿平によく懐く。双子を受胎してしまう。
ヒコ（アダタラヨイチ）
ヒルダの双子の一頭。駿平が育成を担当。ダービーに出走する
ヒメ（ドルチェヴィータ）
ヒルダの双子の一頭。

## 他作品との繋がり

### ゆうき作品
ゆうきの作品では他作のキャラクターがしばしばモブとして登場するが、本作においても様々なキャラクターが登場している。
ゆうきまさみ
作者自身が作品取材や見学の漫画家として時々出演。
鉄腕バーディー
『バーディー』がOVA化された1996年（平成8年）に、バーディーとゴメスの戦いがテレビに映し出されている。
究極超人あ〜る
R・田中一郎と鳥坂の2人は度々登場。特に鳥坂はモデルの関係から作者と共に作品取材の同行役としても登場するため出演頻度が高い（cf.究極超人あ〜る#作品概要）。成原博士が下記の後藤の張り込み時の容疑者として登場している。
機動警察パトレイバー
泉野明が酒屋の娘として登場。後藤喜一は競馬場の観客としても登場している他、刑事として競馬新聞を読みながら張り込みをしている姿が何度か見られる。また、渡会牧場近隣の住民として斯波繁男が登場している。

### その他の漫画作品
折々にパロディやオマージュ描写が見られる他、モブとしても描かれている。
めぞん一刻（高橋留美子）
「PIYO PIYOエプロン」および「PIYO PIYO」のマタニティのワンピースが作中に登場。また猪口（父）は笑い方を「『めぞん一刻』で三鷹の親父の声をやってた神谷明みたいな声」で笑うと表現されている。
オバケのQ太郎（藤子不二雄）
駿平の部屋に『サンデー』があり、表紙には「新オバケのQ太郎FX」が描かれている。また競馬場でのモブとしてQ太郎が描かれている。
赤塚不二夫作品
競馬場でのモブとしてイヤミ（おそ松くん）が登場。またシェーやレレレのおじさん（天才バカボン）のパロディ描写が見られる。
かってに改蔵（久米田康治）
ひびきが『サンデー』で読んでいる。
神聖モテモテ王国（ながいけん）
梅ちゃんの台詞中に題名が含まれ、背景にファーザーが描かれている。
楳図かずお作品
パロディ描写が見られる。
月下の棋士（能條純一）
将棋を指す場面でパロディ描写が見られる。
ど根性ガエル（吉沢やすみ）
梅ちゃんとひびきのかけあいが、同作の梅さんとヒロシのようになっている描写がある。
いがらしみきお作品
呆けた醍醐悟がいがらしのキャラクターむん坊になっている。
競馬場での観客
様々なキャラクターが競馬場の観客として描かれている。
Q太郎・イヤミ（上述）・鉄人28号（『鉄人28号』）・バルタン星人（『ウルトラシリーズ』）・ウルトラセブン（『ウルトラセブン』）。
『アクシデンツ -事故調クジラの事件簿-』（山田貴敏）・『アホアホ学園』（久喜青葉）・『うしおととら』（藤田和日郎）・『エンヤ KODOMO忍法帖』森下裕美・『GS美神 極楽大作戦!!』（椎名高志）・『"LOVe"』（石渡治）・『め組の大吾』（曽田正人）・『名探偵コナン』（青山剛昌）・『"LOVe"』（石渡治）。

## 書誌情報
全て著者はゆうきまさみ、発行は小学館。
- 『じゃじゃ馬グルーミン★UP!』〈少年サンデーコミックス〉
  1. 1995年3月18日発売、ISBN 978-4091235213
  2. 1995年6月17日発売、ISBN 978-4091235220
  3. 1995年9月18日発売、ISBN 978-4091235237
  4. 1995年12月9日発売、ISBN 978-4091235244
  5. 1996年2月17日発売、ISBN 978-4091235251
  6. 1996年5月18日発売、ISBN 978-4091235268
  7. 1996年8月10日発売、ISBN 978-4091235275
  8. 1996年10月18日発売、ISBN 978-4091235282
  9. 1996年12月10日発売、ISBN 978-4091235299
  10. 1997年3月18日発売、ISBN 978-4091235305
  11. 1997年7月18日発売、ISBN 978-4091252418
  12. 1997年11月18日発売、ISBN 978-4091252425
  13. 1998年1月17日発売、ISBN 978-4091252432
  14. 1998年4月18日発売、ISBN 978-4091252449
  15. 1998年7月18日発売、ISBN 978-4091252456
  16. 1998年9月18日発売、ISBN 978-4091252463
  17. 1998年12月10日発売、ISBN 978-4091252470
  18. 1999年3月18日発売、ISBN 978-4091252487
  19. 1999年6月16日発売、ISBN 978-4091252494
  20. 1999年9月18日発売、ISBN 978-4091252500
  21. 1999年12月10日発売、ISBN 978-4091256713
  22. 2000年3月18日発売、ISBN 978-4091256720
  23. 2000年5月18日発売、ISBN 978-4091256737
  24. 2000年7月18日発売、ISBN 978-4091256744
  25. 2000年9月18日発売、ISBN 978-4091256751
  26. 2000年11月18日発売、ISBN 978-4091256768

- 『じゃじゃ馬グルーミン★UP! 』〈小学館文庫〉
  1. 2003年12月、ISBN 978-4091935014
  2. 2003年12月、ISBN 978-4091935021
  3. 2004年2月、ISBN 978-4091935038
  4. 2004年2月、ISBN 978-4091935045
  5. 2004年4月、ISBN 978-4091935052
  6. 2004年4月、ISBN 978-4091935069
  7. 2004年5月、ISBN 978-4091935076
  8. 2004年6月、ISBN 978-4091935083
  9. 2004年7月、ISBN 978-4091935090
  10. 2004年8月、ISBN 978-4091935106
  11. 2004年9月、ISBN 978-4091935410
  12. 2004年10月、ISBN 978-4091935427
  13. 2004年11月、ISBN 978-4091935434
  14. 2004年12月、ISBN 978-4091935441